# Gesù Bambino di Praga

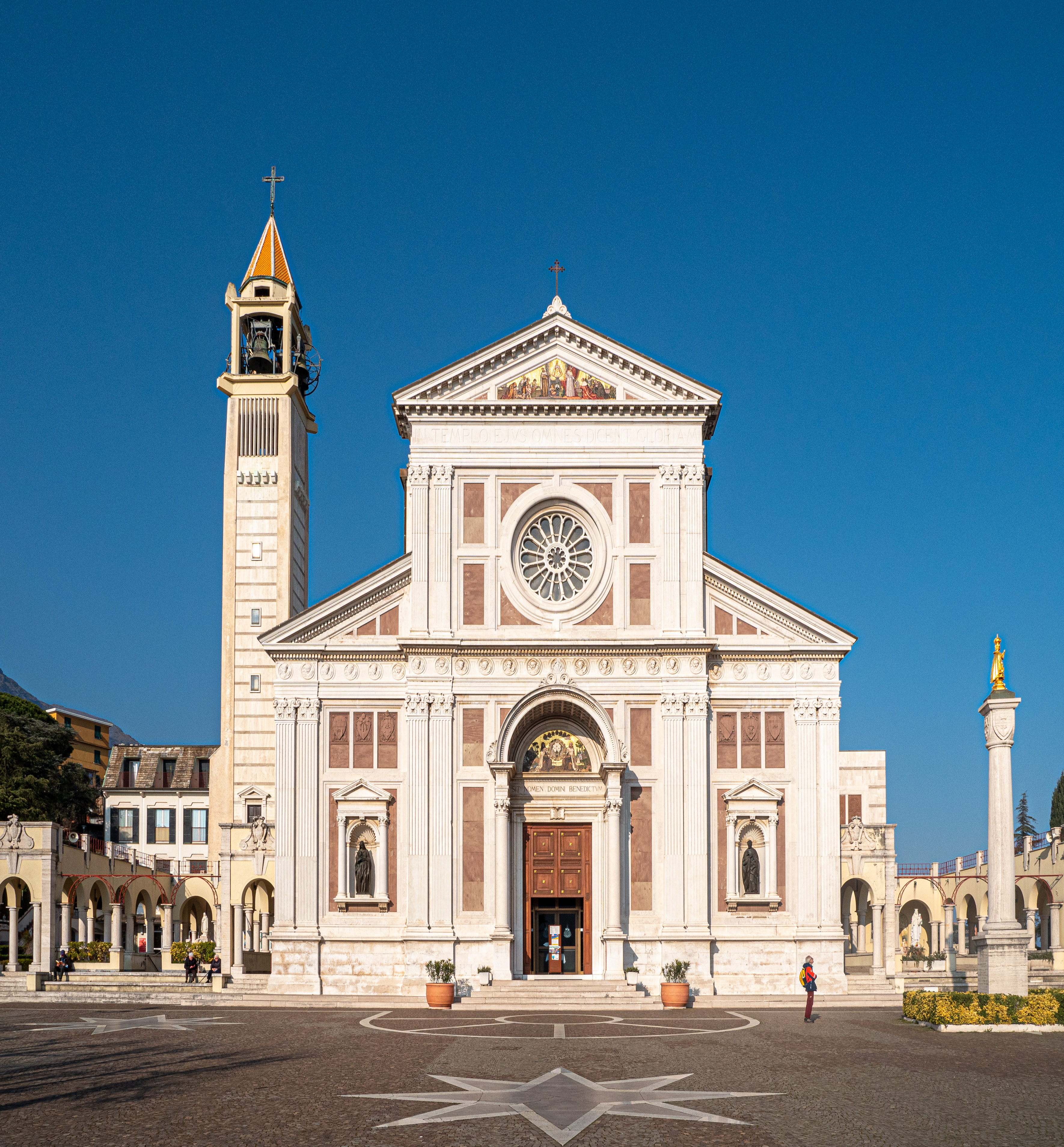
Basilika Gesù Bambino di Praga

Die Basilika Gesù Bambino di Praga ist eine römisch-katholische Kirche in Arenzano in der italienischen Region Ligurien. Die Wallfahrtskirche des Erzbistums Genua hat den Rang einer Basilica minor und trägt das Patrozinium des Prager Jesuskindes. Die Klosterkirche wurde auf einer Anhöhe nahe dem Stadtzentrum Anfang des 20. Jahrhunderts im Stil der Neorenaissance erbaut.

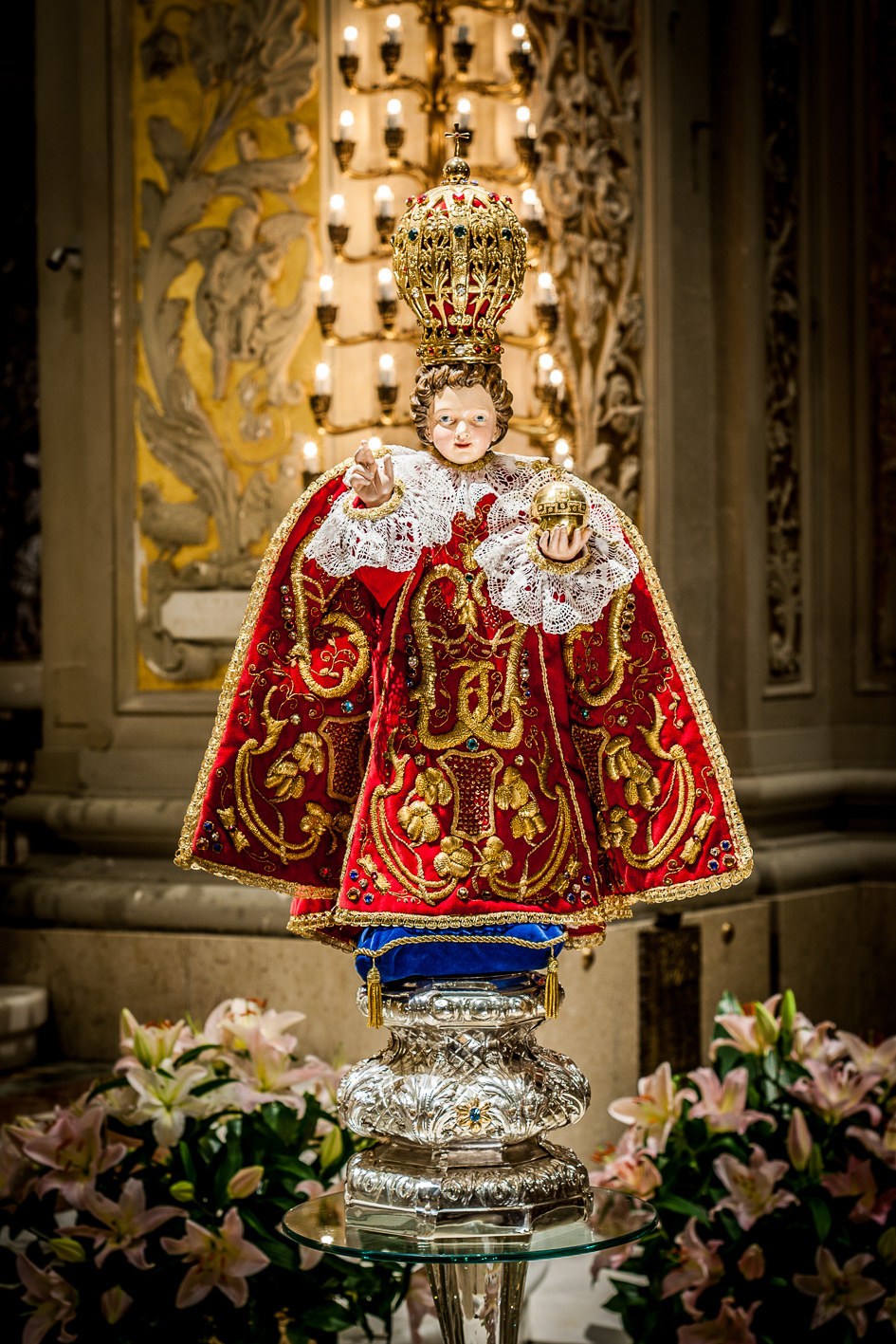
Statue des Prager Jesuskindes über dem Hochaltar

## Geschichte
Das Kloster der Unbeschuhten Karmelitinnen wurde im 19. Jahrhundert auf einer Anhöhe nordwestlich von Arenzano gegründet und 1889 nach der hl. Teresa von Jesus benannt. Die Verehrung des Prager Jesuleins begann am 25. September 1900 mit der Anbringung eines kleinen Bildes unter der Statue der Muttergottes vom Berg Karmel in der Klosterkirche. Wenige Jahre später wurde das Bild durch eine Statue ersetzt, die von der Marquise Delfina Gavotti aus Savona gestiftet und am 2. Juni 1902 von Prior Giovanni della Croce gesegnet wurde.
Zwischen 1903 und 1904 genehmigte Papst Pius X. die Gründung der Bruderschaft des heiligen Jesuskindes von Prag, die nicht nur den Kult des Jesuskindes in der gesamten Gemeinde verbreitete, sondern sich auch für den Bau einer neuen Kirche einsetzte. Die Arbeiten begannen 1904 nach dem Entwurf des Ingenieurs Camogli, der sich am italienischen Renaissancestil orientierte. 1908, nach Abschluss der Arbeiten, konnte die neue Kirche geweiht werden.
Am 7. September 1924 wurde die Statue des Jesuskindes nach einem Sonderdekret des Vatikankapitels von Kardinal Rafael Merry del Val feierlich mit einer von Papst Pius X. selbst gesegneten Krone gekrönt. Nach der offiziellen Einweihung im Jahr 1928 durch Monsignore Giacomo De Amicis, Weihbischof von Genua, erhielt sie durch Papst Pius XI. den Titel einer Basilika minor.
Aufgrund des zunehmenden Zustroms von Pilgern und Besuchern wurde 1962 eine Vergrößerung durch zwei Querschiffe beschlossen, und bereits 1966 konnten die Erweiterungsarbeiten als abgeschlossen betrachtet werden. Am Tag der Einweihung war auch Josef Kardinal Beran, Erzbischof von Prag, anwesend.

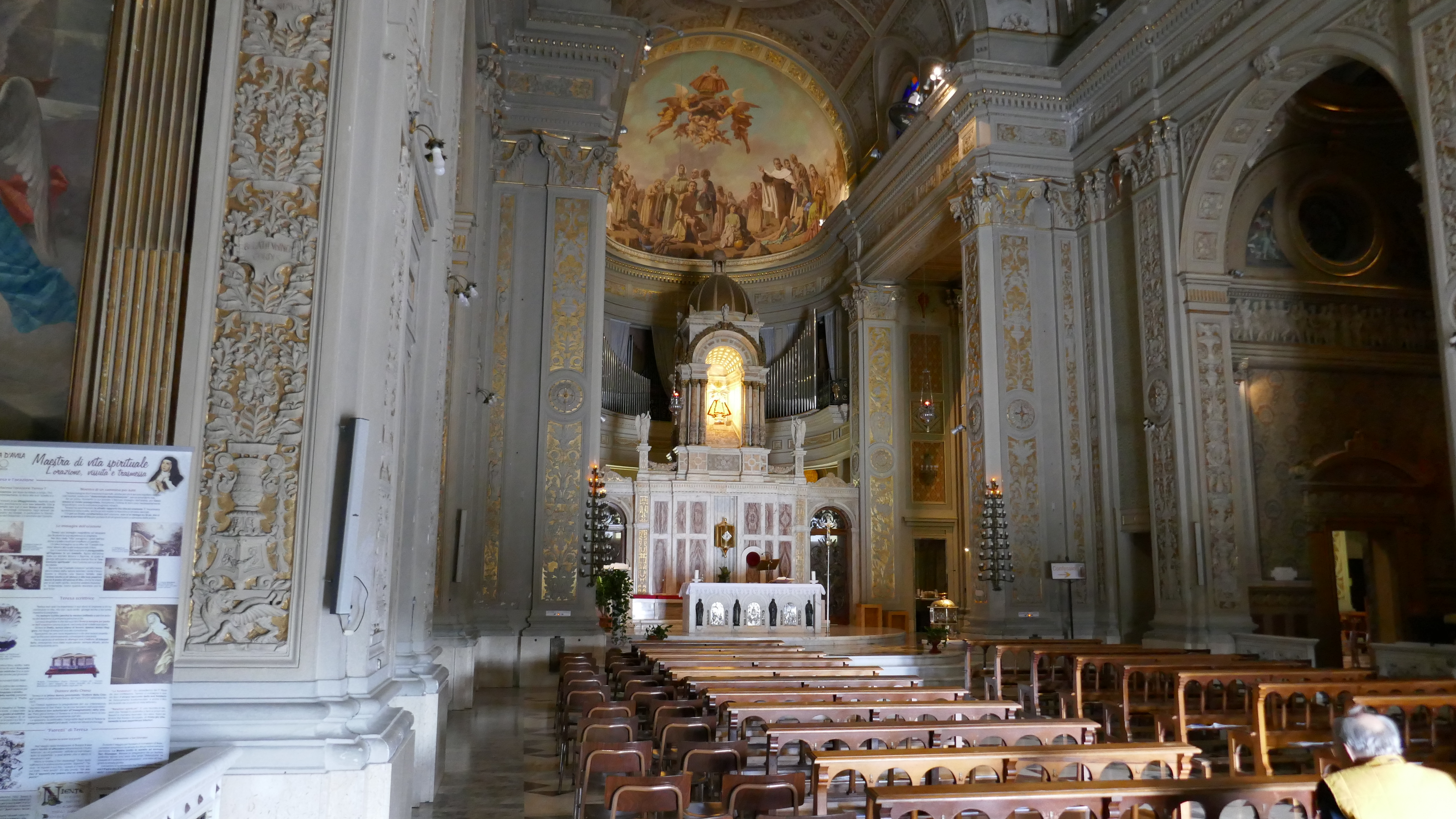
Innenraum

## Architektur
Der Grundriss der Saalkirche hat die Form eines lateinischen Kreuzes. An das 11,5 m breite Langhaus schließen sich tiefe Seitenkapellen an. Mit dem an Triumphbogen beginnenden, eingezogenen Chor erreicht die Kirche eine Länge von 32 m. Das Kirchenschiff ist mit einem reich dekorierten, 25 m hohen Tonnengewölben mit Lünettenfenstern überspannt. Der Glockenturm erhebt sich am linken Querschiff. Für die Fassade mit der 4 m großen Fensterrose wurde polychromer Marmor verwendet. Auf dem Platz vor dem Heiligtum steht eine hohe Marmorsäule, auf deren Spitze eine vergoldete Statue des Prager Jesuskindes steht. Dieses Bildnis erinnert an die feierliche Krönung der hölzernen Statue in der Kirche, die 1924 stattfand.

## Ausstattung
Von 1967 bis 1973 wurde die Basilika mit zahlreichen Majolika-Skulpturen des Künstlers Angelo Biancini ausgestattet, die die Innenwände der Fassade und die Wände des Querschiffs bedecken. Weiterhin wurden eine Vielzahl von Votivgaben für empfangene Gnaden gestiftet. Zu den Skulpturen gehören Statuen des Bildhauers Guido Galletti, die den heiligen Josef und die Jungfrau Maria darstellen, sowie eine Krippe aus Majolika von Eliseo Salino, die sich in einer Höhle unter dem Heiligtum befindet.
Die in der Krippe dargestellten Szenen umfassen Episoden aus dem Leben Marias – wie die Hochzeit und die Begegnung mit der hl. Elisabeth – und andere aus dem Leben Jesu wie die Geburt und die Kindheit neben dem heiligen Josef.
Die Orgel Opus 621 wurde 1967 von Mascioni installiert und 1966 von derselben Firma erweitert, erneut 2008 vom Orgelbauer Fratelli Marin; sie verfügt über 47 Register auf drei Manualen und Pedal mit elektrischer Übertragung.